# Ján Kozák (football, 1954)
Pour les articles homonymes, voir Kozak.
Ján Kozák (né le 17 avril 1954 à Matejovce nad Hornádom en Tchécoslovaquie, aujourd'hui en Slovaquie) est un joueur de football international tchécoslovaque (aujourd'hui slovaque), qui évoluait au poste de milieu de terrain, avant de devenir entraîneur.
Le 14 octobre 2018, il démissionne du poste de sélectionneur de l'Équipe de Slovaquie de football.

## Biographie
Il reçoit 55 sélections et inscrit 10 buts en équipe de Tchécoslovaquie entre 1976 et 1984.
Il joue 8 matchs comptant pour les qualifications du mondial 1982.

## Palmarès

### Palmarès de joueur
| Lokomotíva Košice - Coupe de Tchécoslovaquie (2) : - Vainqueur : 1976-77 et 1978-79. |  | Dukla Prague - Championnat de Tchécoslovaquie (1) : - Champion : 1981-82. - Coupe de Tchécoslovaquie (1) : - Vainqueur : 1980-81. |

### Palmarès d'entraîneur
MFK Košice
- Coupe de Slovaquie (1) :
  - Vainqueur : 2008-09.